# Flüchtlingslager al-Azraq

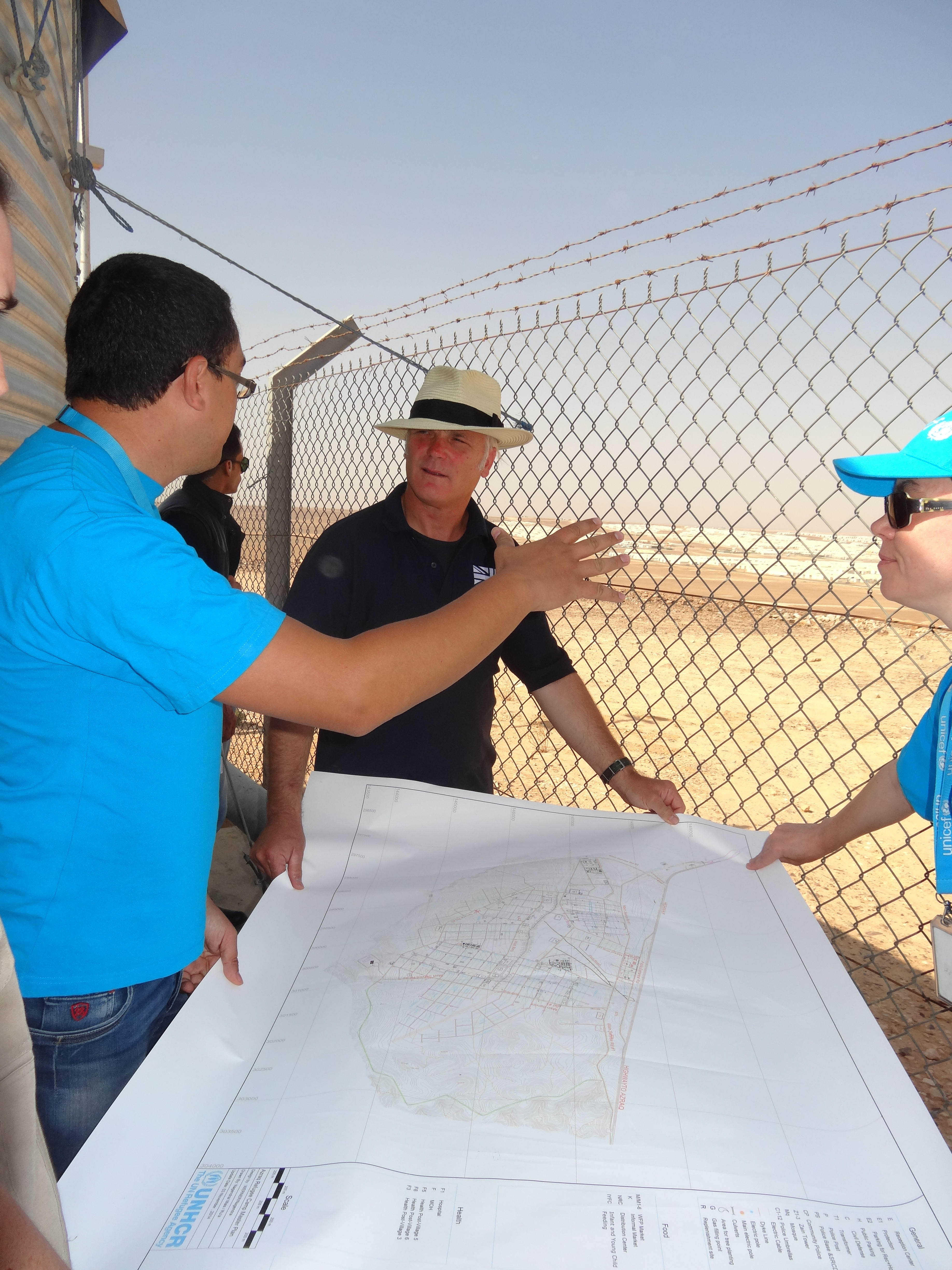
Der britische Minister für die Abteilung für internationale Entwicklung, Desmond Swayne, erhält von UNICEF eine Information über die Wasserförderung im Flüchtlingslager al-Azraq im Juli 2015.

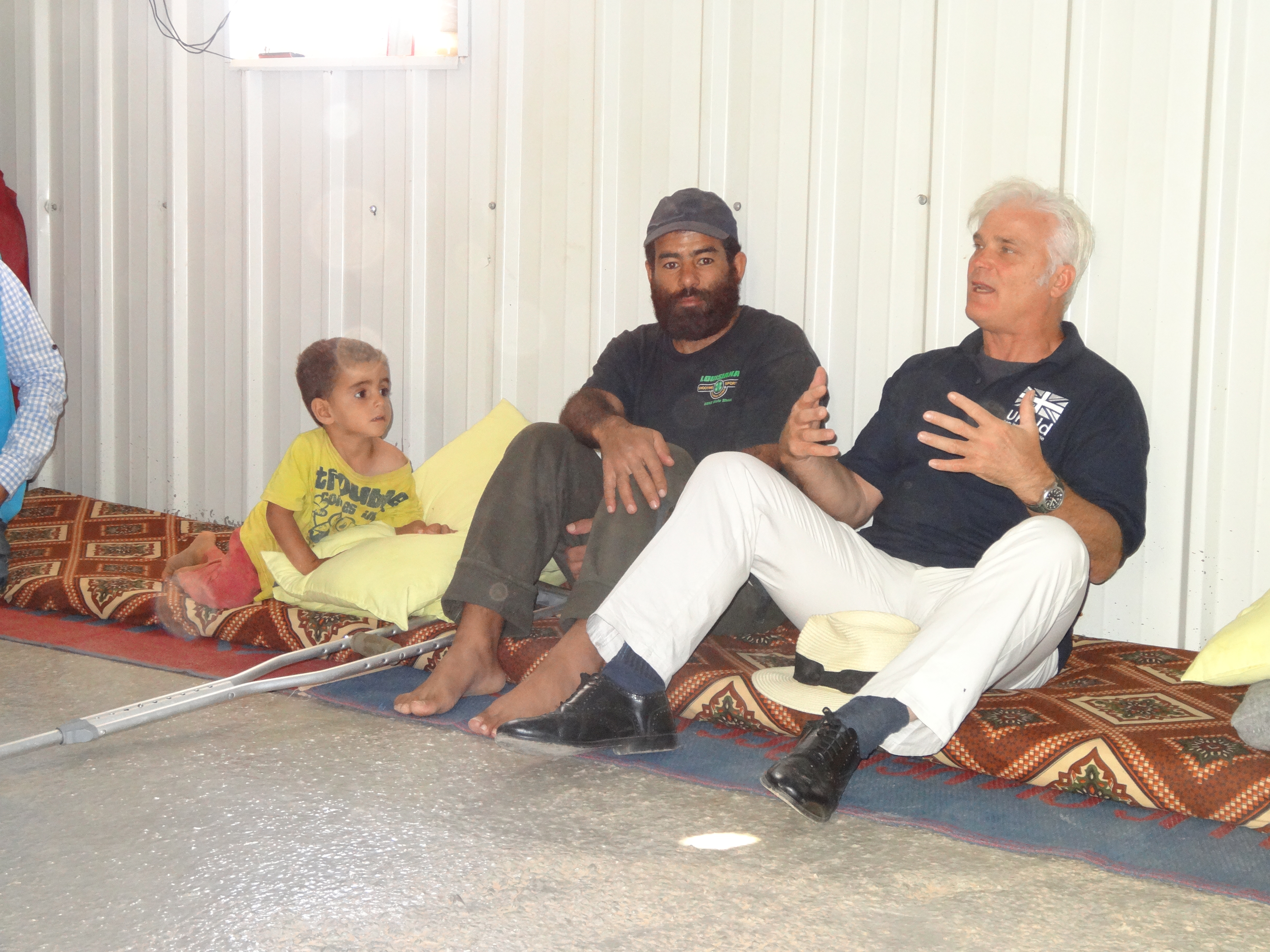
Minister Swayne spricht im Juli 2015 mit syrischen Flüchtlingen im Lager.

Das Flüchtlingslager al-Azraq (arabisch مخيم الأزرق, DMG Muḫayyam al-Azraq) ist ein Flüchtlingslager in der Nähe von al-Azraq, Jordanien, das für Flüchtlinge aus dem syrischen Bürgerkrieg gebaut wurde und in sechs Dörfer aufgeteilt ist. Es wurde vom Hochkommissariat für Flüchtlinge der Vereinten Nationen (UNHCR) in Zusammenarbeit mit der jordanischen Regierung entwickelt und wird seit der Eröffnung im April 2014 auch von diesen betrieben. Stand März 2019 leben ca. 40.000 Flüchtlinge im Lager.

## Geschichte

### Bau und Ziele
Der Bau des Lagers begann im Mai 2013. Das Gelände, welches 20 Kilometer westlich von al-Azraq in heißem Wüstengebiet und 90 Kilometer von der jordanisch-syrischen Grenze entfernt liegt, war zuvor während des Zweiten Golfkriegs als Transitlager für vertriebene Iraker und Kuwaiter genutzt worden. Das Lager selbst erstreckt sich über rund 15 Kilometer.
Das charakteristische Merkmal des neuen Lagers sind die Reihen von weißen Kabinen mit Isolierung und geneigten Dächern, die als Unterkünfte dienen sollten. Ein britischer Reporter beschrieb das „trostlose Lager“ so, dass es „wie eine fremde Version eines Musikfestivals am Horizont erscheint.“. Die Unterkünfte wurden aus Zink und Stahl gebaut, um den heißen und windigen Bedingungen standzuhalten. Zement und Beton wurden beim Bau des Lagers nicht verwendet, um zu betonen, dass Jordanien darauf hingewiesen hat, dass das Lager nicht dauerhaft sein soll.
Das Lager sollte einige der Probleme überwinden, die im überfüllten und von Schwierigkeiten geplagten Flüchtlingslager Zaatari, das näher an der Grenze lag, aufgetreten waren. Die Einrichtungen des Lagers al-Azraq, wie Gesundheitskliniken und Kinderspielplätze, wurden dezentral strukturiert, mit der Idee, Dörfer innerhalb des Lagers nachzubilden. Der Leiter des Lagers des UNHCR sagte im April 2014: „Wir haben untersucht, was in Zaatari und anderen Flüchtlingslagern auf der ganzen Welt getan wurde, und versucht, sorgfältig zu planen. Es ist kein Luxus, den wir normalerweise haben - uns monatelang mit unseren Partnern vorzubereiten“. Ein anderer UNHCR-Beamter sagte: „Was man sieht, wenn man herumfährt, ist möglicherweise eines der besten Flüchtlingslager der Welt.“. Die Kosten für den Bau des Lagers wurden mit 63,5 Millionen Dollar veranschlagt, Die Finanzierung erfolgte mit Geldern internationaler Geldgeber.
Die ersten Flüchtlinge kamen am 28. April 2014. Als das Lager eröffnet wurde, bot es eine Unterkunft für 25.000 Menschen mit einer Infrastruktur für etwa 50.000 Menschen, die bis zu 130.000 oder mehr Menschen ausgebaut werden konnte. Es hatte somit das Potenzial, eines der größten Flüchtlingslager nicht nur in Syrien, sondern auch in der Welt zu werden, möglicherweise an zweiter Stelle nach dem Lager Dadaab in Kenia. Damals hatte Jordanien bereits etwa 600.000 registrierte Flüchtlinge innerhalb seiner Grenzen, wobei die tatsächliche Zahl doppelt so hoch sein könnte.

### Nach der Eröffnung
Nach der Eröffnung wurde das Lager nicht im erwarteten Umfang besiedelt. Im März 2015 hatte das Flüchtlingslager al-Azraq nur 14.500 Flüchtlinge, obwohl man davon ausgegangen war, dass es bis dahin über 60.000 sein würden. Einige der Gründe waren äußere Einflüsse, wie z. B. die Angst vor der Einreise von Kämpfern des Islamischen Staat zusammen mit Flüchtlingen oder die jordanische Regierung, die sich um eine mögliche Spendenermüdung und die langfristigen Kosten für die Unterbringung der Flüchtlinge sorgte. Andere Gründe waren aber auch auf das Lager selbst zurückzuführen: Mehr als die Hälfte der 35.000 Flüchtlinge, die in das Lager gekommen waren, waren bereits wieder weggegangen, um sich illegal in mehreren jordanischen Städten niederzulassen.
Ein frühes Problem im Lager war das Fehlen von Strom, da das Lager abgelegen ist. Flüchtlinge mussten daher stattdessen Solarleuchten benutzen. Dies erschwerte es den Flüchtlingen unter anderem, Telefone zu nutzen oder Mobiltelefone aufzuladen und so mit Familienmitgliedern außerhalb des Lagers in Kontakt zu bleiben. Nach und nach standen einige Generatoren zur Verfügung. Andere Flüchtlinge machten sich Sorgen um Mäuse, Schlangen und Skorpione. Die trostlose Natur des Lagers wirkte gegen sich selbst; wie ein älterer Flüchtling sagte, als er mit seinen Verwandten ankam: „Als ich ankam und das Lager sah, hatte ich fast einen Herzinfarkt. Das Gefühl der Leere und Unsicherheit überwältigte mich.“
Im Juni 2015 wurde das Flüchtlingslager al-Azraq noch immer nur von rund 18.500 Flüchtlingen genutzt. Die am häufigsten genannten Gründe für Flüchtlinge, die nicht dort bleiben wollten, waren sehr hohe Temperaturen in den Sommermonaten, anhaltende chronische Stromausfälle und hohe Lebensmittelpreise. Einige Flüchtlinge im Lager erhielten Genehmigungen, jordanische Städte zu besuchen und kehrten dann nie zurück. Das Lager blieb sicher, aber „das einzige Risiko besteht darin, dass du an Langeweile sterben wirst“.
Als die syrische Flüchtlingskrise Ende 2015 weltweit ins Bewusstsein der Öffentlichkeit rückte, wurde der Zustand des Flüchtlingslagers al-Azraq in politische Überlegungen einbezogen. Im November 2015 besuchte der pensionierte Neurochirurg Ben Carson das Lager, um zu versuchen, sein außenpolitisches Fachwissen während seiner Präsidentschaftskampagne 2016 in den USA zu stärken. Er kam zu dem Schluss, dass Flüchtlinge nicht in die Vereinigten Staaten kommen sollten, sondern in nahegelegenen Ländern des Nahen Ostens untergebracht werden sollten. The Mail on Sunday hat im Dezember 2015 aufgrund der Leere des Lagers Zweifel an der Weisheit der Politik von Premierminister David Cameron gegenüber der Flüchtlingskrise geäußert.
Die Bevölkerung des Lagers nahm in der zweiten Jahreshälfte 2015 allmählich zu, blieb aber deutlich unter den ursprünglichen Erwartungen. Ein weiteres Problem bei der Besetzung des Lagers war die große Zahl der Flüchtlinge, die in einem militärisch kontrollierten Gebiet entlang der Grenze zu Syrien festgehalten wurden, wo sie aus Sicherheitsgründen aber auch anderen Gründen nur langsam vorankamen. Die Bemühungen zur Verbesserung der Stromsituation im Lager wurden mit einem 10-Millionen-Dollar-Projekt mit 6 Megawatt Solarstrom, dessen erste Teile Mitte 2016 ans Netz gehen sollten, fortgesetzt. Der erste Teil wurde mit der Fertigstellung einer Solaranlage mit einer Leistung von zwei Megawatt im Mai 2017 fertiggestellt. Nun soll eine zweite 5-Megawatt-Solaranlage gebaut werden, welche mit Mitteln der Europäischen Union finanziert wird.
Im Jahr 2018 wurde das Zentrum des Lagers mit Mosaiken umgestaltet.

## Infrastruktur
Das Lager verfügt über Gesundheitseinrichtungen, Bildungseinrichtungen, Kindergärten und -spielplätze, Supermärkte, Moscheen, Gas- und Wasserlager sowie Essensverteilungszentren. Durch zahlreiche Zentren wie z. B. ein Jugendzentrum sowie ein Fußballfeld sind Freizeitaktivitäten möglich.